# قلعه سنان

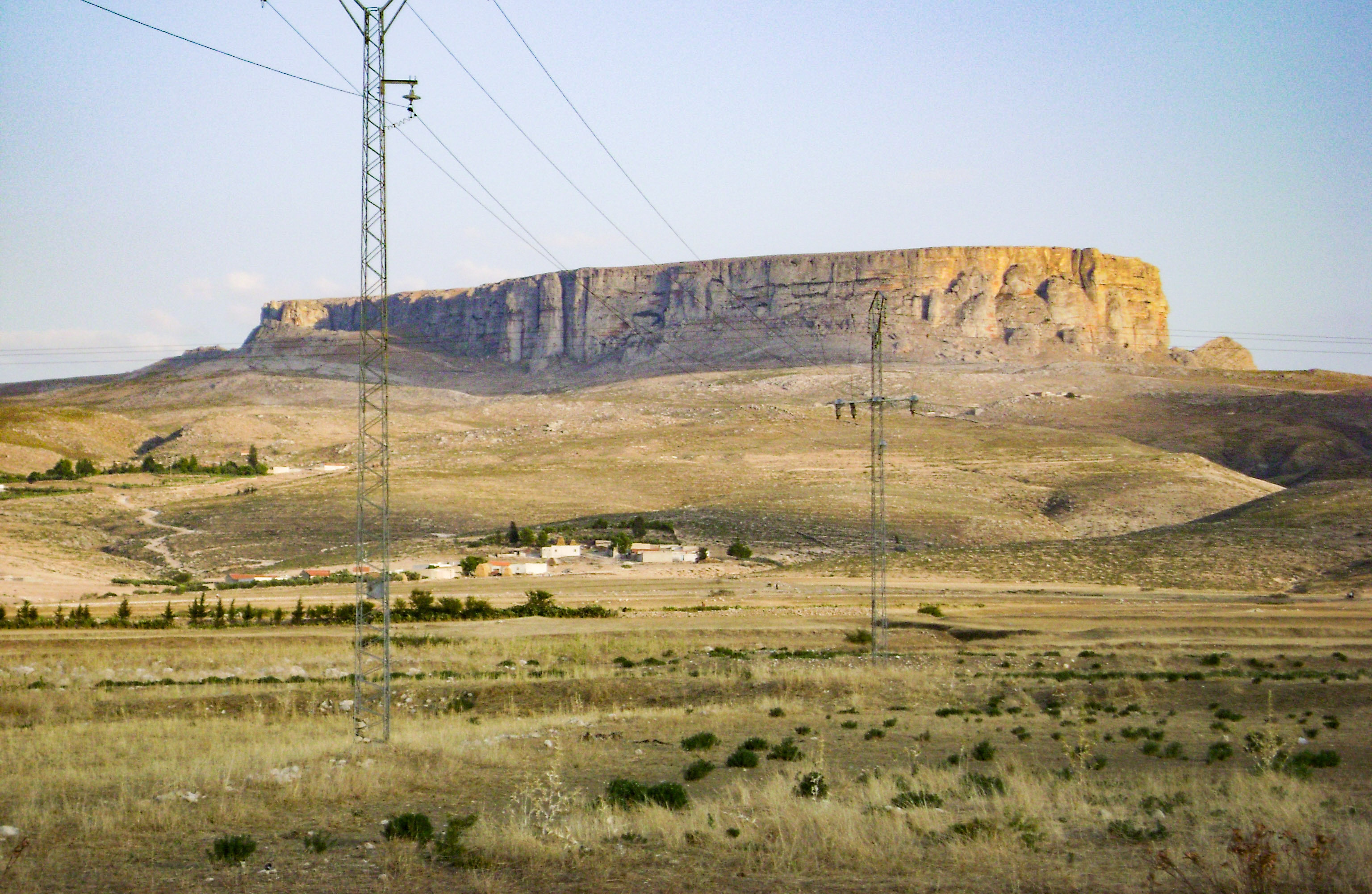
مائده یوغرطه

قلعه سنان شهری واقع در غرب تونس است. این شهر در استان استان کاف قرار دارد. و جمعیت آن طبق سرشماری سال ۲۰۱۴ بالغ بر 15,621 تن بوده است.